# Юлия Пчёлкина
Ю́лия Пчёлкина — героиня российских комиксов издательства Bubble Comics, появлявшаяся в комиксах серии «Майор Гром». Дебют Пчёлкиной состоялся в первом выпуске комикса «Майор Гром», вышедшем в октябре 2012 года. Разработали героиню сценаристы Артём Габрелянов и Евгений Федотов, а дизайн и внешний вид — художники Константин Тарасов и Анастасия Ким. В фильмах по мотивам комиксов о майоре Громе («Майор Гром: Чумной Доктор» и «Гром: Трудное детство») роль персонажа исполнила актриса Любовь Аксёнова. Аксёнова вернулась к своей роли в сиквеле фильма «Майор Гром: Чумной Доктор» — «Майор Гром: Игра».
Юлия Пчёлкина — журналистка, отчаянно добивающаяся раскрытия правды. Пчёлкина проводит расследования  социальных и политических проблем Санкт-Петербурга — чтобы докопаться до истины, она готова на всё. Во время одного из своих расследований она знакомится с Игорем Громом и впоследствии становится его девушкой. У Пчёлкиной сильный характер, она открытая, оптимистичная, смелая и легко располагает к себе окружающих. Готова рискнуть своей жизнью, чтобы помочь друзьям и близким, в том числе и Игорю в его расследованиях. Из-за своей работы часто оказывается в центре опасных событий, что в конечном итоге приводит девушку к гибели.
Героиня комиксов вызвала в целом негативную реакцию у профильных журналистов и критиков, многие из которых жаловались на её поверхностность как персонажа и сексуализированность её внешнего вида; её называли типичным примером сюжетного тропа «дама в беде». Её отображение в фильмах получило более благосклонные отзывы, обозреватели отмечали почти полную переработку образа Юлии Пчёлкиной, её возросшую самостоятельность от Игоря Грома, а также более прописанный характер персонажа. Рецензенты также похвалили актёрскую игру Любови Аксёновой, благодаря которой персонаж стал интереснее.

## Описание
Юлия Пчёлкина — высокая молодая женщина с красно-рыжими волосами, карими глазами и объёмным бюстом. Красит губы и ногти в красный. После встречи с Игорем Громом Юля начала носить серёжки в виде молний, по форме бровей Грома. В фильмах Пчёлкина носит футболки с надписями, отсылающими к различным явлениям журналистики в России, вроде надписи «Редакция требует крови». Её костюмы в фильме «Майор Гром: Чумной Доктор» вдохновлены известными женскими образами из мирового кинематографа, среди которых Мия Уоллес из «Криминального чтива», Лилу из «Пятого элемента», Тринити из «Матрицы» и Матильда из «Леона».
Юля — пробивная журналистка и девушка Игоря Грома. Будучи журналисткой, Пчёлкина занимается расследованиями политических и социальных проблем Петербурга и готова на всё, чтобы докопаться до истины. По характеру открытая, оптимистичная, смелая, спокойная. Готова рискнуть своей жизнью, чтобы помочь друзьям и близким, в том числе и Игорю в его расследованиях. Из-за своей работы часто оказывается в опасности, а бизнесмены и чиновники, которых Юля вывела на чистую воду в своих материалах, неоднократно угрожали ей, однако угрозы никогда не приносили желаемого результата. Обладает сильным характером, легко располагает к себе окружающих.
Юлия Пчёлкина не обладает суперспособностями, однако имеет обострённое чувство справедливости и активную гражданскую позицию, из-за которых часто вступает в конфликты с начальством.

## Появления

### Биография в комиксах

#### Майор Гром
Пчёлкина родилась и выросла в Санкт-Петербурге. В какой-то момент решила стать журналисткой и писать на остросоциальные темы. Познакомилась с Громом после того, как тот спас её от бандитов во время расследования по делу серийных убийств Чумного Доктора. Сразу проникается к майору симпатией, и довольно быстро у героев завязываются отношения. На одном из свиданий Юля рассказывает Грому, как хотела выпустить статью о Кирилле Гречкине, первой жертве Чумного Доктора. Незадолго до своей гибели Гречкин отмечал в спорт-баре победу своей любимой футбольной команды и напился, а также подарил по бутылке дорогого шампанского гостям заведения. Она показала статью редактору, но тот отказался публиковать её, сославшись на то, что она может вызвать скандал, за которым последует закрытие газеты. Она также пыталась бороться с Альбертом Бехтиевым, владельцем строительного бизнеса и ещё одной жертвой серийного убийцы. Бехтиев хотел построить торговый центр, для чего планировал снести памятник архитектуры. Юля пыталась остановить снос здания: она собирала подписи для петиции, писала агитационные листовки, проводила собрания с участием краеведов и несколько раз обращалась в суд, но в конечном итоге все попытки оказались тщетны. Пчёлкина сопровождала Игоря и помогала ему во всех приключениях, в том числе и в раскрытии личности Чумного Доктора, которым оказался основатель социальной сети «Вместе» Сергей Разумовский.
В сюжете «Дети святого Патрика» Пчёлкина отправилась в командировку в Дублин, чтобы написать статью о визите британской королевской семьи в столицу Ирландии. Игорь решил составить девушке компанию: он взял отпуск и полетел вместе с ней. В Ирландии на Юлю нападают бандиты и похищают её, но Грому удаётся спасти Пчёлкину, после чего он предотвращает покушение на жизнь британской королевы, устроенное террористической группой «Дети святого Патрика» по приказу оружейного барона Августа ван дер Хольта.
Юля появляется и в арке «Как в сказке», где рассказывает своему молодому человеку обо всём, что ей известно о семье Исаевых, владельцев банка «Росгарантбанк», которые стали мишенью банды грабительниц в масках диснеевских принцесс.
В сюжете «Игра» она становится заложницей сбежавшего из тюрьмы Разумовского и погибает от его рук ближе к финалу истории. Её гибель резко изменила душевное состояние Грома — он впал в депрессию и начал задумываться об убийстве Разумовского, боясь, что тот снова вырвется на свободу и продолжит свои расправы.
Хоть Юля и погибла в сюжете «Игры», она всё же продолжала иногда появляться в комиксе во флешбеках и видениях Грома, в том числе в кроссовере «Время Ворона», один из выпусков которого посвящён пребыванию Грома в иллюзиях вместе с «ожившей» Юлей. Их отношениям с Громом также посвящён спецвыпуск «Майор Гром: Обещание», вышедший в рамках серии «Легенды Bubble». Спецвыпуск соединяет прошлое Игоря Грома с настоящим и рассказывает об одном из дней его жизни вместе с Пчёлкиной, а также о сложных отношениях Игоря с Новым годом. Впоследствии выпуск вошёл в седьмой том серии «Игорь Гром» — «Гори-гори ясно».

### В кино
Юлия Пчёлкина также появляется в фильме «Майор Гром: Чумной Доктор», где её роль исполнила актриса Любовь Аксёнова. Она встречает Грома в подворотне у его дома, где к ней пристают хулиганы. Гром спасает её, но в действительности она инсценировала это «нападение», чтобы втереться в доверие к майору и выведать материалы дела об убийце в маске чумного доктора для своего видеоблога. Позже они снова встречаются на открытии казино «Золотой Дракон», куда Игорь проникает, предполагая, что там будет совершено новое убийство Чумного Доктора. В казино Юлия сообщает майору о контракте Сергея Разумовского с иностранной корпорацией Holt International, которая занимается высокотехнологичными разработками в области оружия, что необычно для сферы деятельности филантропа и основателя соцсети. Гром начинает подозревать в убийствах Сергея Разумовского, создателя соцсети «Вместе», и приходит к нему в офис. Разумовский оглушает Грома и подставляет его, надев на него костюм Чумного Доктора. Грома арестовывают, но Юля вместе с Димой Дубиным, напарником Грома, помогают ему сбежать из-под стражи. Игорь отправляется на бой с Чумным Доктором, но при этом запрещает Юле и Диме помогать ему. Они не слушаются его и приходят Игорю на помощь, когда тот сражается с Разумовским. Злодей обезврежен, а Юлия успела записать его монолог с раскрытием планов майору на видео, что планирует использовать как прямое доказательство вины Сергея. В конце фильма она вместе с Громом и Дубиным поедает шаверму на крыше одного из домов Питера.
Аксёнова вернулась к своей роли в фильме-приквеле «Гром: Трудное детство» в первой сцене после титров, показывающей жизнь повзрослевшего Игоря Грома. Юля Пчёлкина живёт в его квартире, а Игорь видит сон, в котором он разговаривает со своим погибшим отцом Константином и просит прощения, ибо считает себя виновным в его смерти. Константин советует сыну отпустить прошлое и жить дальше. Проснувшись, Юля застаёт Игоря за чтением своего альбома, где на одной из страниц закреплены билеты и фотография отца. Гром дрожащим голосом предлагает Юле поехать в Диснейленд.
Актриса вновь исполнит свою роль в фильме «Майор Гром: Игра», который продолжает события «Чумного Доктора».

### Альтернативные версии персонажа
Существуют и альтернативные версии героини. В серии пародийных комиксов «Игорь Угорь», где главные герои серии предстают в образе разумных говорящих животных, Пчёлкина появляется как «Косуля Юля». В 2019 году выходит комикс «Майор Гром: 1939», выполненный в стилистике «золотого века комиксов» и описывающий приключения Игоря Грома в сеттинге Советского Союза, где многие персонажи претерпели соответствующие изменения: так, например, Игорь Гром из полицейского становится советским милиционером. Хоть Юля и не появляется в книге, она становится героиней одного из сюжетов сборника «Майор Гром: Герой навсегда», который выполнен в той же стилистике, что и «Майор Гром: 1939». В отличие от Грома, её род деятельности не был изменён и она осталась журналисткой.

## История создания

Концепт-арты Юлии Пчёлкиной. Художники: Константин Тарасов (слева), Анастасия Ким (справа)

Персонаж был создан сценаристами  Артёмом Габреляновым, основателем издательства Bubble Comics, и Евгением Федотовым, а над обликом героини работали иллюстраторы Константин Тарасов и Анастасия Ким — основные художники первых выпусков серии «Майор Гром». Юля создавалась Габреляновым не только как девушка Игоря Грома, но и как главный женский персонаж «Майора Грома». Благодаря профессии девушки авторы через рассказы Пчёлкиной раскрывали второстепенных персонажей комикса, в том числе и первых жертв Чумного Доктора. Некоторое время ушло у художников на проработку гардероба и образа Пчёлкиной, так как каждый сотрудник редакции видел его по-своему. В итоге набор одежды героини окончательно сформировался только к девятому выпуску.
В сравнении с оригинальным комиксом, образ героини в фильме был сильно изменён: из типичной «дамы в беде» с гипертрофированно большой грудью и со склонностью к идеализации своего молодого человека, Пчёлкина стала более проработанным персонажем и гораздо менее зависимой от Грома. Её род деятельности был изменён с журналистки на популярного блогера. «Показывать героиню как девочку, которая не хочет ничего решать, а хочет платье, уже неактуально», — так комментирует данное решение режиссёр Олег Трофим. Габрелянов отметил, что с поры выпуска оригинального комикса, Bubble значительно выросло в сценарном плане, а потому при создании экранизации учитывало свои старые ошибки. Любовь Аксёнова сразу попросила создателей, чтобы её персонажу уделили достаточно много внимания. Для создания образа Юлии Пчёлкиной актрисе пришлось перекрасить волосы в красный цвет, и, хотя она сначала очень не хотела краситься, впоследствии эта смена имиджа пришлась ей по душе, и она покрасилась сама. Для подготовки к роли Аксёнова читала комиксы «Майор Гром»; ей понравилась Пчёлкина, которую она посчитала не исключительно положительным персонажем, при этом Любовь видела её доброй, любопытной и отважной героиней. Помимо этого, актриса активно участвовала в подборе костюмов своей героини, каждый из которых отсылает к образам из различных культовых фильмов.

## Анализ персонажа
Наиболее резкой критике Юлия Пчёлкина подверглась на сайте SpiderMedia.ru — авторов корили за слишком вульгарное отображение её и других женских персонажей. Так, её внешний вид назвали несоответствующим образу интеллигентной петербурженки. В повторной рецензии от SpiderMedia.ru, призванной проанализировать динамику развития серии спустя два года после её начала, редактор сайта Евгений Еронин заявил, что «на <…> Юлию Пчёлкину смотреть больно». Он посетовал на то, что каждая фраза героини посвящена восхвалению талантов майора Грома и что она является примером тропа «дама в беде». Он также отметил её пассивное участие в сюжете и несоответствие образа Пчёлкиной с её профессией, посчитав, что она больше похожа не на пробивную журналистку, а на бьюти-блогера. Еронин отметил, что развитию «Майора Грома» поспособствует смерть Юли (что впоследствии и произошло в арке «Игра»). Обозреватель от сайта Geek-Freak.ru согласился с Ерониным и также посчитал Юлю «обладателем титула „дама в беде“», которая, «словно магнит», притягивает к себе неприятности. Рецензент от портала Comixi.ru обратил внимание на восхищение Пчёлкиной майором Громом, сказав, что она «считает [его] чуть ли не супергероем». Автора с ресурса Redrumers смутило визуальное отображение героини, которую он описал как «будущий любовный интерес с такими формами, что невольно задумываешься, нет ли у художника каких-нибудь комплексов». По итогам опроса 2014 года «Самая привлекательная героиня комиксов» на странице издательства Bubble Comics в социальной сети «ВКонтакте» Юлия Пчёлкина заняла второе место, уступив Нике Чайкиной.
Более положительных отзывов удостоилось экранное воплощение персонажа в фильмах по франшизе «Майор Гром». Так, Евгений Пекло в рецензии на фильм «Майор Гром: Чумной Доктор» для издания «Мир фантастики» похвалил актёрскую игру Любови Аксёновой и отметил, что её героиня по сравнению с оригиналом из комиксов стала полностью независимой от Грома девушкой, а «химия» их с Игорем взаимоотношений «не сводится к банальной любовной линии». Словам Евгения вторил Дмитрий Шепелёв из «Игромании», которому также пришлись по душе изменения в Пчёлкиной. Он заявил, что она наконец стала полноценным персонажем, самостоятельным от Грома; он назвал её «настоящей русской Лоис Лэйн с примесью Женщины-кошки в исполнении Энн Хэтэуэй». Шепелёв назвал переработку персонажа явным прогрессом со стороны Bubble. Сдержанную оценку героине дал обозреватель от «РИА Новости» Егор Беликов, который посчитал Юлю и напарника Грома Диму Дубина «ненужными сюжетными приложениями» к главному герою. «Аргументы и факты» в лице автора Игоря Карева посчитали, что как персонаж Пчёлкина выделяется только своей «пронырливостью». Сергей Оболонков, представляющий «Кино Mail.ru», счёл Юлию Пчёлкину в целом удавшейся героиней, но пожаловался на её слабо прописанные взаимоотношения с Громом. Максим Воронов в рецензии для Regnum назвал Юлю дежурной журналисткой из супергеройских фильмов. Критически к ней отнеслась Полина Ефимова из Wonderzine, которая посчитала, что по ходу действия фильма журналистка  из самодостаточной героини становится помощницей Грома.